# Публій Децій Мус (консул 312 року до н. е.)
Публій Децій Мус (лат. Publius Decius Mus, 355/353 — 295 роки до н. е.) — політичний, державний та військовий діяч Римської республіки, триразовий консул 312, 308 і 297 років до н. е.

## Життєпис
Походив з плебейського роду Деціїв. Син Публія Деція Муса, консула 340 року до н. е. Про його молоді роки збереглося мало відомостей.
У 312 році до н. е. його обрано консулом разом з Марком Валерієм Максимом. Того року точилася війна із самнітами. Втім через хворобу Мус залишився у Римі. У цей час на республіку напали етруски. За наказом сенату Децій призначив диктатора.
У 309 році до н. е. як легат диктатора Луція Папірія Курсора брав участь у війні з самнітами. Очолював ліве крило армії Курсора у битві проти них. У 308 році до н. е. його вдруге обрано консулом, цього разу разом з Квінтом Фабієм Максимом Рулліаном. Продовжував воювати проти самнітів та етрусків. Зокрема, розорив землі етруського міста Вольсіній.
У 305 році до н. е. диктатор Публій Корнелій Сципіон Барбат призначив Деція Муса своїм заступником — начальником кінноти. У 304 році до н. е. його обрано цензором разом з Квінтом Фабієм Максимом Рулліаном. На цій посаді разом із колегою скасував розпорядження Аппія Клавдія Цека.
У 297 році до н. е. його втретє обрано консулом, знову разом з Квінтом Фабієм Максимом Рулліаном. Публій Мус розбив при Беневенті апулійців, а потім вдерся до Самніуму. У 296 році до н. е. він захопив міста самнітів Мурганцію та Ромулу. У 295 році до н. е. Децій був обраний консулом вчетверте разом з Квінтом Фабієм Максимом Рулліаном. Відразу Публій Децій рушив з армією до Етрурії, де об'єднавшись з армією Квінта Фабія Рулліана, вступив у битву із самнітами та галами біля Сентіна. Очолюючи лівий фланг римського війська, він «прирік себе на жертву підземним богам» й загинув у бою, дозволивши колезі отримати перемогу.

## Родина
- Публій Децій Мус, консул 279 року до н. е.